# Khrustalnyi
Khrustalnyi (em ucraniano:  Хрустальний) ou Krasnyi Luch (em russo:  Красный Луч)  é uma cidade da Ucrânia, situada no Oblast de Luhansk. Tem 153,56 km² de área e sua população em 2020 foi estimada em 79.764 habitantes.
Desde 2014, é controlada pela República Popular de Lugansk. Sob as leis de descomunização ucranianas, a cidade foi renomeada como Khrustalnyi, em 12 de maio de 2016, pelo parlamento ucraniano.